# In principio: Storie dalla Bibbia
In principio: Storie dalla Bibbia (手塚治虫の旧約聖書物語?, Tezuka Osamu no kyūyaku seisho monogatari) è una serie televisiva anime, pianificata e disegnata da Osamu Tezuka, coprodotta dalla Rai e dalla Tezuka Productions. In Italia è stata trasmessa nel 1992, mentre in Giappone nel 1997.

## Produzione
Attraverso la Rai Osamu Tezuka ricevette dal Vaticano la richiesta di rendere gli eventi della Bibbia in una serie animata. Tezuka accettò la proposta e, in due anni, scrisse il soggetto e disegnò i personaggi per la prima parte, riguardante l'Arca di Noè. La lavorazione fu più volte ritardata per i disaccordi con il Vaticano, che trovava eterodosse le soluzioni di Tezuka, il quale, nel frattempo, si ammalò di cancro e morì. La serie fu quindi completata dal regista Osamu Dezaki. La produzione impiegò diversi anni e fu completata nel 1992: la serie venne quindi trasmessa dall'autunno dello stesso anno in italiano su Rai 1, ogni lunedì alle 17:30 subito dopo Big!. L'edizione giapponese andò in onda solo alcuni anni più tardi, nel 1997, sul canale WOWOW.

## Episodi
Gli episodi sono in tutto ventisei. Dieci sono tratti dal libro della Genesi, sei dall'Esodo, uno dai Numeri, uno da quello di Giosuè, quattro da quelli dei Re e di Samuele, due da quelli profetici, due dai Vangeli dell'infanzia, i primi capitoli di Matteo e di Luca.

## Sigla
La musica della sigla è un estratto del Movement 1 della suite Mask di Vangelis.

## Home video
In Italia il cartone fu pubblicato in VHS edite da Fabbri.

## Doppiaggio
| Personaggio    | Doppiatore originale                    | Doppiatore italiano                                          |
| -------------- | --------------------------------------- | ------------------------------------------------------------ |
| Voce narrante  | Akira Kume                              | Emilio Cappuccio Ilaria Borrelli Roberto Romei Sandro Iovino |
| Loco, Mimi     | Mayumi Tanaka Motoko Kumai              | Laura Lenghi Alessio Cigliano                                |
| Adamo          | Kinryuu Arimoto                         | Fabrizio Temperini                                           |
| Eva            | Yorie Terauchi                          | Laura Boccanera                                              |
| Dio            | Hidekatsu Shibata                       | Michele Kalamera Sandro Iovino                               |
| Caino          | Katsuhiro Kitagawa                      | Rory Manfredi                                                |
| Abele          | Mitsuru Miyamoto                        | Alessio Cigliano                                             |
| Set            | Motoko Kumai                            | Alessio Cigliano                                             |
| Noè            | Yuzuru Fujimoto                         | Isa Di Marzio                                                |
| Abramo         | Seizo Kato                              | Mario Milita                                                 |
| Lot            | Ryuji Nakagi                            | Massimo Dapporto                                             |
| Moglie di Lot  | Tamie Kubota                            | Laura Boccanera                                              |
| Angelo         | Satoru Yanase                           | Luca Ward                                                    |
| Ismaele        | Mari Maruta Katsumi Toriumi             | Corrado Conforti                                             |
| Isacco         | Tetsuya Iwanaga                         | Marco Vivio                                                  |
| Giacobbe       | Yonehiko Kitagawa                       | Sandro Tuminelli                                             |
| Giuseppe       | Hiroshi Yanaka                          | Marco Vivio                                                  |
| Beniamino      | Ikue Otani Shun Tanikawa                | Simone Crisari                                               |
| Mosè           | Manabu Ino Tesshō Genda Tetsuaki Kuroda | Giorgio Gusso                                                |
| Aronne         | Keiji Fujiwara Osamu Saka               | Sandro Tuminelli                                             |
| Erode          | Hikaru Miyata                           | Luigi Montini                                                |
| Barak          |                                         | Luigi Montini                                                |
| Faraone Ramses |                                         | Sergio Matteucci                                             |